# MEGAドン・キホーテ武蔵小金井駅前店

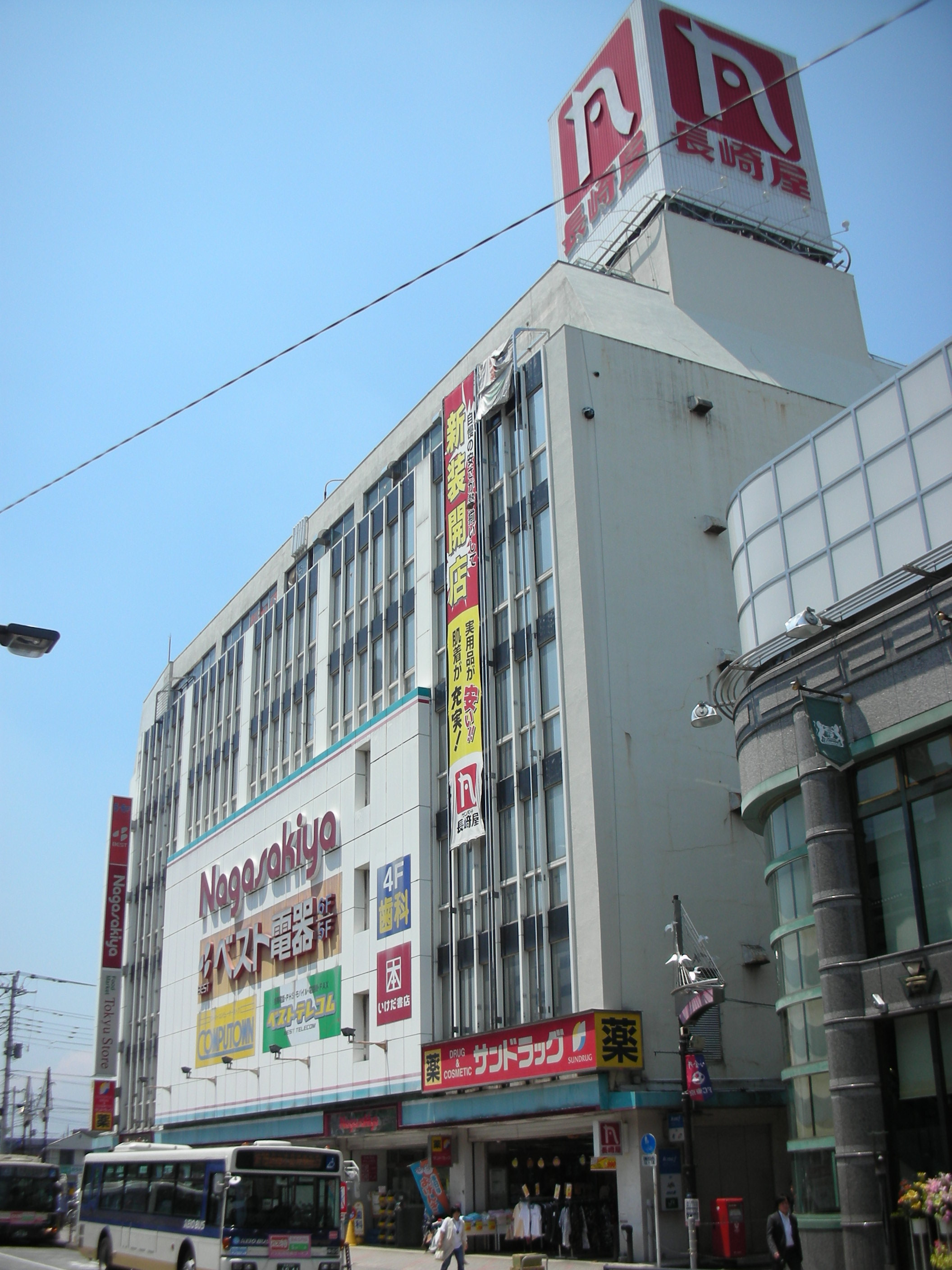
長崎屋時代の外観

MEGAドン・キホーテ武蔵小金井駅前店（メガドン・キホーテむさしこがねいえきまえてん）は、東京都小金井市にあるショッピングセンターである。

## 概要
武蔵小金井駅の北口、約40メートルほどの位置に立地する。建物設置者は住友不動産。商業施設としては地下1階から地上6階までである。館内に客用エレベーターは設置されておらず、従業員用のエレベーターを使用する。
1963年（昭和38年）3月27日に本町に開業した初代店舗に代わり、1971年（昭和46）10月29日に長崎屋小金井店（長崎屋サンショッピングセンター小金井店）として開業した。
武蔵小金井駅南側などに大型商業施設が開業した影響で店舗のある北口側の賑わいが失われたことから、店舗とその周辺地区を合わせた再開発を進めるため、2015年（平成27年）に「武蔵小金井駅北口駅前地区市街地再開発準備組合」が設立された。
改装を経て、2013年（平成25年）5月31日にMEGAドン・キホーテとしてプレオープンした。

## 主なテナント
- くまざわ書店（地下1階）
- サンドラッグ[9]（1階）
- ダイソー（4階）
- ヤマダデンキテックランド（5階・6階）- 旧・ベスト電器[10]。